# ATTICUS CLOTHING
ATTICUS CLOTHING(アティキャス・クロージング)とはブリンク 182のトム・デロング、マーク・ホッパス、彼らの幼な馴染みディラン・アンダーソンによって2001年に設立されたブランドである。
ちなみに、デロングとホッパスはすでに株式を手放している。
「バンドマンによるバンドマンのためのブランド」を基本理念にしており、数多くのアーティストから協賛、愛着されている。ティーシャツを中心にウェアーを販売している。公式のショップはアメリカ、イギリスなどには数多くあるが、日本には存在しない。
初期のころ愛用していたのはパンクバンド中心であったが、年がたつにつれエモキッズに移行しつつある。

## ブランド名の由来
アティキャスの名前はハーパー・リーのアラバマ物語の主人公アティキャス・フィンチに由来している。アティキャス・フィンチは人種差別の激しい南部でレイプ容疑の黒人青年を弁護する正義を重んじる弁護士。

## ロゴ
ディラン・アンダーソンによって作成された。「レスティング・バード」として知られる、鳥がひっくり返って横たわっている絵を使っている。